# Gabardén

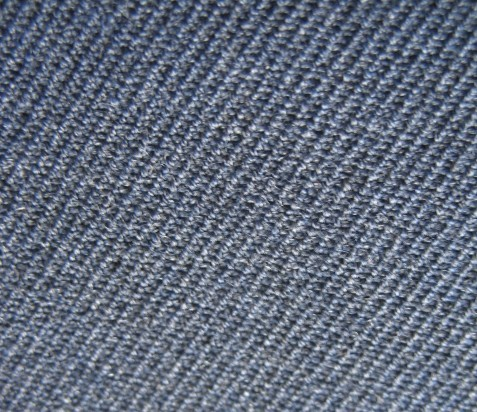
Gabardén ze směsi PES/WO cca 5× zvětšený

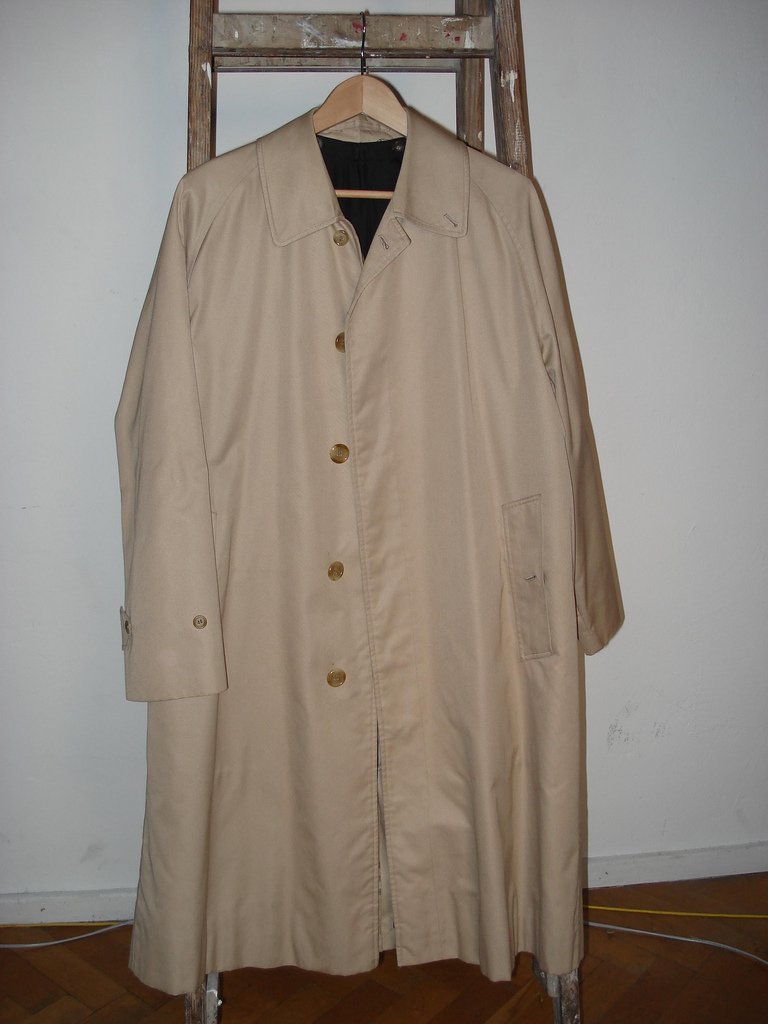
Trenčkot od firmy Burberry

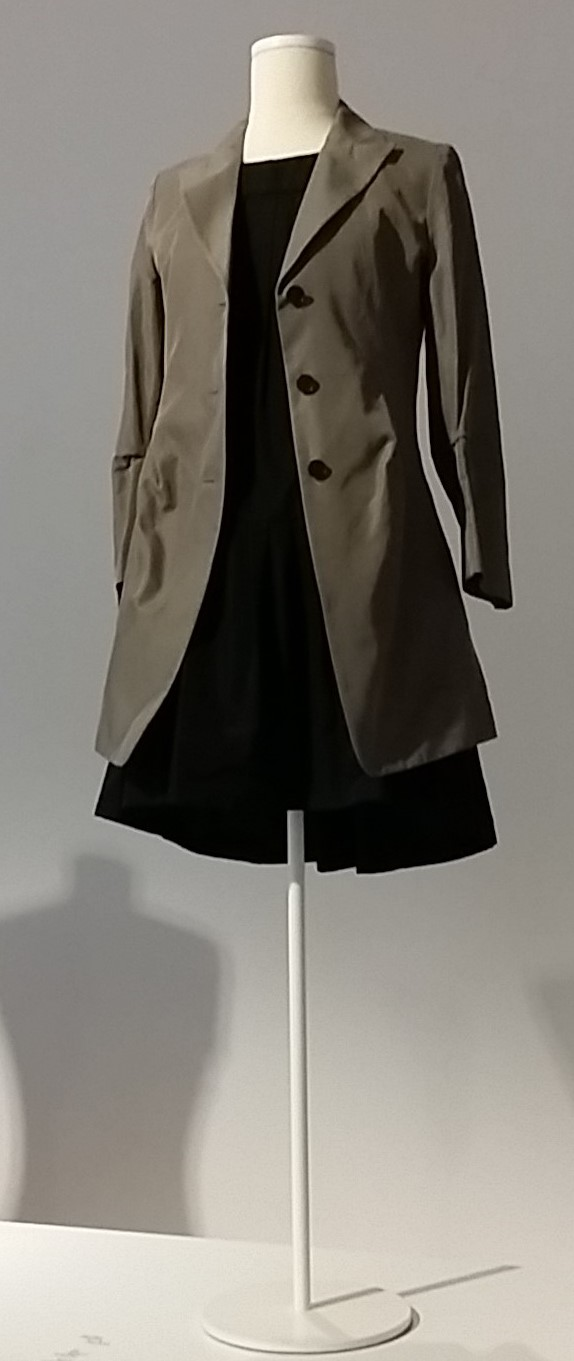
Kabátek z bavlnářského gabardénu, návrh Jil Sanderové z 2011 (Museum für Hamburgische Geschichte)

Gabardén je hustá, většinou vlnařská tkanina v keprové vazbě s poměrem osnovních a útkových nití 2:1. Toto složení je na tkanině viditelné jako jemná žebrovitá struktura.
O původu slova jsou zveřejňovány různé domněnky. Podle některých pochází ze španělštiny (gabardina=plášt), hábity ze žlutého gabardénu museli v Anglii nosit Židé, aby se odlišili od ostatních obyvatel už ve 12. století. Podle jiných je to označení odvozeno od francouzského modelového salonu Gabartin, který jako první používal tento druh tkaniny.
Oblečení z gabardénu značky Burberry nosili polární badatelé, jako byl například Roald Amundsen, první člověk, který stanul na jižním pólu v roce 1911 a Ernest Shackleton, který v roce 1914 vedl výpravu přes Antarktidu. Bundu z tohoto materiálu měl na sobě George Mallory při svém osudném pokusu o zdolání Mount Everestu v roce 1924.
Krejčí často používají bavlněný gabardén při šití kapesních podšívek u obleků na míru, protože kapsy zhotovené z nekvalitního podšívkového materiálu by se rychle opotřebovaly.
Oděvy zhotovené z gabardénu jsou obecně vhodné pouze pro chemické čištění, jako je typické pro vlněné textilie.

## Druhy gabardénu
- Typický gabardén je jednobarevný, tedy barvený v kuse ze skané příze 21 tex × 2, v dostavě osnova/útek 46/23 na cm, hmotnost cca 300 g/m2.[6][7]
- Vedle vlněného gabardénu, který se používá většinou na pláště (trenčkoty), obleky a kostýmy, je známý také bavlnářský (na letní obleky) a hedvábný gabardén.[8]
- Gabardén se dá napodobit také jako pletenina. Na osnovních stávcích je to možné s atlasovou vazbou a na zátažných strojích s pomocí různých oboulícních vazeb vzniklých posunem jehelního lůžka.[9]
- V Asii se pro gabardén často používá označení twill.[10]
- V roce 1879 si nechal anglický obchodník Burberry gabardén patentovat a měl až do roku 1917 výhradní právo na výrobu tohoto druhu zboží.[11]